# Jens Wilken Hornemann
Jens Wilken Hornemann (Marstal, 6 marzo 1770 – Copenaghen, 30 luglio 1841) è stato un botanico e medico danese.

## Biografia
Studiò medicina a Copenaghen. Frequentò le lezioni del naturalista Martin Hendriksen Vahl (1749-1805) che lo farà entrare presso la "Società di Storia Naturale Naturhistorieselskabet". Hornemann viaggiò raccogliendo flora, attraverso la Germania, la Francia e la Gran Bretagna.
Dal 1801, impose conferenze botaniche presso l'Orto botanico di Copenaghen. Diresse la pubblicazione di Flora Danica dal 1805 al 1841. Suo figlio è Emil Hornemann (1810-1890).
Hornemann fu professore di botanica presso l'Università di Copenhagen dal 1808; e direttore dell'Orto Botanico di Copenaghen, dal 1817.

## Pubblicazioni
- Forsøg til en dansk oekonomisk Plantelaere. S. Popp, Copenhague, 1796, reeditado en 1806 y en 1821
- Publica el segundo volumen de Enumeratio plantarum... 1805, de M. H. Vahl
- Icones plantarum sponte nascentium in regnis Daniae et Norvegiae et in ducatibus Slesvici et Holsatiae, ad illustrandum opus... (seis vols., E. A. H. Mölleri, 1810-1840
- Hortus regius botanicus hafniensis... Tres vols., E. A. H. Mölleri, 1813-1819